# Goswin von der Ropp

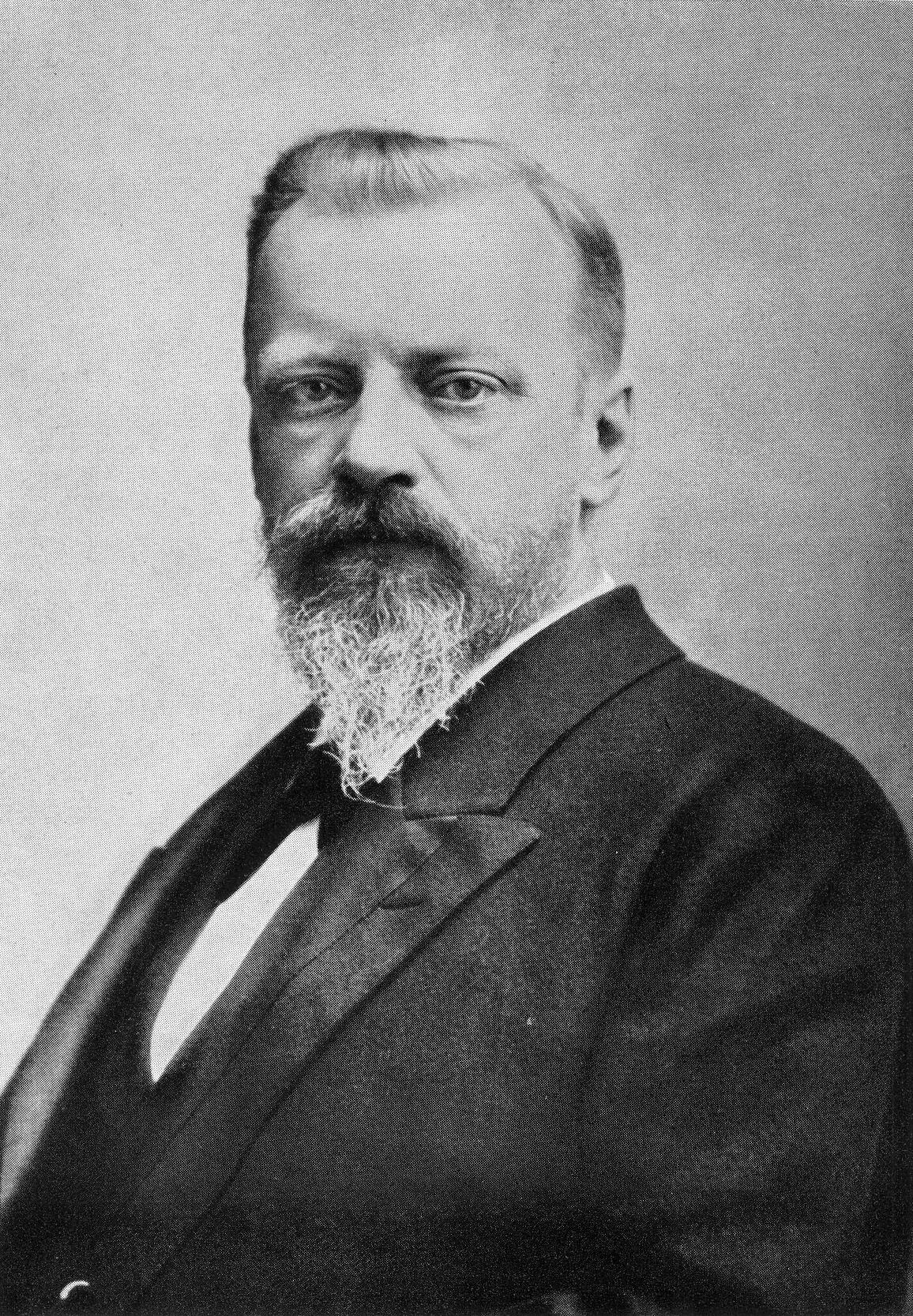
Goswin von der Ropp, um 1900

Goswin Freiherr von der Ropp (* 24. Maijul. / 5. Juni 1850greg. in Goldingen, Gouvernement Kurland; † 17. November 1919 in Marburg; vollständiger Name Eduard Leon Joseph Wessel Friedrich Goswin Freiherr von der Ropp) war ein deutscher Historiker des Mittelalters und der Frühen Neuzeit. 

## Leben und Werk
Goswin von der Ropp entstammte der baltischen Adelsfamilie Ropp. Er war der Sohn des Oberhauptmanns von Goldingen Emil Freiherr von der Ropp (1805–1857) und seiner Frau Lucie, geb. Freiin von Hahn-Postenden (1820–1889). Er hatte zwei ältere Brüder und zwei jüngere Schwestern; drei weitere Geschwister starben schon im frühen Kindesalter. Nach dem Abitur am Gouvernements-Gymnasium in Mitau studierte er 1868/69 zwei Semester an der Universität Berlin bei Leopold von Ranke und Johann Gustav Droysen Geschichte. Anschließend ging er an die Georg-August-Universität Göttingen, wo er sich bei Georg Waitz auf die Geschichte des Mittelalters spezialisierte. Im November 1871 wurde er in Göttingen mit der Dissertation „Erzbischof Werner von Mainz. Zur Reichsgeschichte des 13. Jahrhunderts“ zum Dr. phil. promoviert. Nach einem Studienaufenthalt in Wien, wo er bei Theodor von Sickel seine Kenntnisse in Paläographie und Diplomatik vertiefte, war er seit März 1872, von Waitz empfohlen, im Auftrag des Hansischen Geschichtsvereins als Herausgeber der Hanserezesse von 1431 bis 1476 tätig. Zur Materialsammlung suchte er in den folgenden Jahren annähernd vierzig Archive und Bibliotheken zwischen Ypern im Westen und Dorpat im Osten auf. Die gesamte Ausgabe in sieben Bänden mit zusammen mehr als 4600 Seiten erschien in nur 16 Jahren, zwischen 1876 und 1892. Im Juli 1875 habilitierte von der Ropp sich an der Universität Leipzig mit einer Arbeit über den König der Kalmarer Union, Erich von Pommern, für das Fach Geschichte und lehrte anschließend dort als Privatdozent und ab März 1878 als außerordentlicher Professor. 1878 nahm Ropp, der als russischer Untertan geboren war, die deutsche Staatsbürgerschaft an. Für das Sommersemester 1879 ließ er sich für eine Studienreise in die Niederlande beurlauben, die der Vorbereitung einer geplanten, aber nicht verwirklichten Geschichte der Niederlande dienen sollte. 
Ab dem Wintersemester 1879/80 lehrte er als ordentlicher Professor am Polytechnikum Dresden. Nachdem König Albert von Sachsen ihn hatte auffordern lassen, sich vorrangig der sächsischen Geschichte zu widmen, folgte er zum Sommersemester 1881 einem Ruf an die Universität Gießen, deren Rektor er 1885/86 war. Im Wintersemester 1890/91 war er Ordinarius an der Universität Breslau und ab dem Sommersemester 1891 bis zu seinem Tod Ordinarius für mittlere und neuere Geschichte an der Universität Marburg, zugleich ab dem Wintersemester 1891/92 Direktor des Historischen Seminars. Hier wurde er 1894 zum Dekan der philosophischen Fakultät und 1898/99 zum Rektor gewählt. 1901 erhielt er das Angebot, die Leitung des Deutschen Historischen Instituts in Rom zu übernehmen, lehnte aber ab, als deutlich wurde, dass die preußische Regierung nicht bereit war, die von ihm vorgeschlagene Reorganisation und Erweiterung des Instituts umzusetzen.

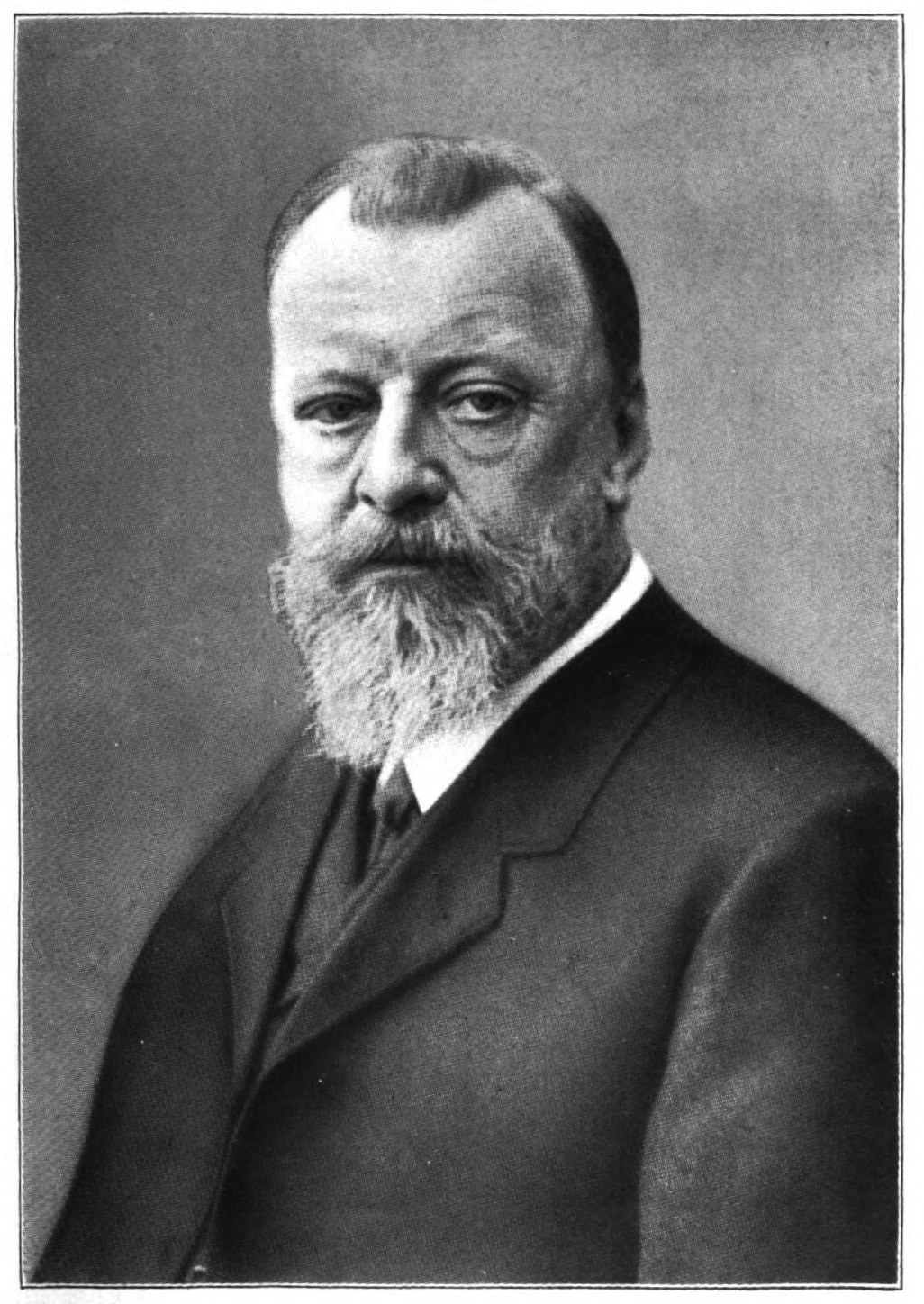
Goswin von der Ropp in späteren Jahren

1892 wurde er zum korrespondierenden Mitglied der Göttinger Akademie der Wissenschaften gewählt. Er initiierte maßgeblich die 1897 erfolgte Gründung der Historischen Kommission für Hessen, deren erster Vorsitzender er bis zu seinem Tode war. Ihre Konzeption als Mittlerin zwischen der allgemeinen und der provinziellen Forschung hatte er 1897 in der Denkschrift Über die Aufgaben der Historischen Kommission für Hessen und Waldeck umrissen. Im Rahmen der Historischen Kommission wirkte er an der Veröffentlichung der Hessischen Urbare, des Friedberger und des Wetzlarer Urkundenbuchs mit. Ab 1904 leitete er als Herausgeber die Edition der Regesten der Erzbischöfe von Mainz 1289–1396. Im September 1905 erhielt er den Titel eines Geheimen Regierungsrats. 
Seit 1886 war von der Ropp mit Mathilde geb. Loesevitz (1858–1932) verheiratet, der ältesten Stieftochter von Georg Ebers. Das Paar hatte eine Tochter und drei Söhne, von denen der erste im Säuglingsalter starb, während die beiden anderen zu Beginn des Ersten Weltkriegs, im August und September 1914, fielen.
Von der Ropp legte den Schwerpunkt seiner Arbeit auf Quelleneditionen, weniger auf Geschichtsschreibung. Seine umfangreichste darstellende Arbeit blieb seine Dissertation mit knapp 200 Seiten; nach seiner Habilitationsschrift beschränkte er sich im Wesentlichen auf Zeitschriftenaufsätze, in denen er ebenfalls häufig Urkunden und andere Quellen edierte. Seine Bedeutung als Historiker liegt neben seinen organisatorischen Leistungen in seinen großen Urkunden- und Aktenpublikationen, deren sorgfältige und gründliche Bearbeitung von der zeitgenössischen Kritik als vorbildlich gelobt wurde.

## Veröffentlichungen (Auswahl)
- Erzbischof Werner von Mainz. Ein Beitrag zur deutschen Reichsgeschichte des 13. Jahrhunderts. Vandenhoeck und Ruprecht, Göttingen 1872 (erweiterte Fassung der Phil. Diss. Universität Göttingen 1871) (Digitalisat der Bayerischen Staatsbibliothek).
- König Erich der Pommer und die skandinavische Union. Habilitationsschrift. Duncker & Humblot, Leipzig 1875. (Digitalisat der Bayerischen Staatsbibliothek).
- Hanserecesse. Zweite Abteilung: Hanserecesse von 1431–1476. 7 Bände. Duncker & Humblot, Leipzig 1876–1892 (Digitalisate beim Hansischen Geschichtsverein).
- Zur deutsch-skandinavischen Geschichte des 15. Jahrhunderts. Duncker & Humblot, Leipzig 1876 (enthält die Habilitationsschrift von 1875 mit einem Anhang Die schwedischen Geschichtsquellen im 15. Jahrhundert.) (Digitalisat bei archive.org).
- Deutsche Kolonien im zwölften und dreizehnten Jahrhundert. Akademische Festrede zur Feier des Stiftungsfestes der Großherzoglich Hessischen Ludewigs-Universität. v. Münchow, Gießen 1886.
- Socialpolitische Bewegungen im Bauernstande vor dem Bauernkriege. Rede gehalten beim Antritt des Rektorats am 16. Oktober 1898. Elwert, Marburg 1899.
- Göttinger Statuten. Akten zur Geschichte der Verwaltung und des Gildewesens der Stadt Göttingen bis zum Ausgang des Mittelalters (= Quellen und Darstellungen zur Geschichte Niedersachsens, Bd. 25). Hahnsche Buchhandlung, Hannover und Leipzig 1907.
- Kaufmannsleben zur Zeit der Hanse. Duncker & Humblot, Leipzig 1907 (= Pfingstblätter des Hansischen Geschichtsvereins, Blatt III, 1907) (Digitalisat bei archive.org).